# Leça FC
Leça Futebol Clube – portugalski klub piłkarski grający w Segunda Divisão (III poziom rozgrywkowy), mający siedzibę w mieście Leça da Palmeira.

## Historia
Klub został założony w 1912 roku. W sezonie 1994/1995 osiągnął swój największy sukces, gdy wywalczył mistrzostwo Segunda Liga (II poziom rozgrywek) i jednocześnie awans do Primeira Liga. W pierwszej lidze portugalskiej grał przez trzy sezony. W sezonie 1997/1998, pomimo zajęcia 12. miejsca, został zdegradowany do drugiej ligi. Powodem degradacji była próba wręczenia łapówki w 1996 roku. W związku z degradacją Leça FC w lidze utrzymał się szesnasty GD Chaves. Od tego czasu klub gra w niższych ligach Portugalii.

## Sukcesy
- Segunda Liga

mistrzostwo (1): 1994/1995
- Segunda Divisão

mistrzostwo (1): 1940/1941
- Terceira Divisão

mistrzostwo (1): 2006/2007

## Historia występów w pierwszej lidze
| Sezon     | Pozycja          | M  | Pkt. | Z  | R | P  | GZ | GS |
| --------- | ---------------- | -- | ---- | -- | - | -- | -- | -- |
| 1995/1996 | 14.              | 34 | 34   | 9  | 7 | 18 | 29 | 55 |
| 1996/1997 | 14.              | 34 | 36   | 9  | 9 | 16 | 33 | 42 |
| 1995/1996 | 12. (degradacja) | 34 | 37   | 10 | 7 | 17 | 29 | 52 |

## Stadion
Domowe mecze klub rozgrywa na stadionie o nazwie Estádio do Leça FC w Leça da Palmeira, który może pomieścić 4529 widzów.

## Reprezentanci kraju grający w klubie
Stan na maj 2016.
| - Vítor Baía - Ricardo Carvalho - Sérgio Conceição - Jaime Magalhães - Nélson - Romeu - Fua - Carlos Garrocho - Jaime Miguel Linares - Walter | - Bi Jinhao - Nando Co - Braíma Injai - Crodonilson Silva - Émile Mbele - Mounir Laroussi - Nilton Fortes - Zé da Rocha - Earl Jean - Wesley John |